# Litauische Schachnationalmannschaft der Frauen
Die litauische Schachnationalmannschaft der Frauen repräsentiert den baltischen Staat Litauen im internationalen Frauenschach (Schacholympiade, Schacheuropameisterschaft etc.). Die Nationalmannschaft ist dem litauischen Schachverband unterstellt und wird von IM Vaidas Sakalauskas (* 1971) trainiert.

## 2008

### 38. Schacholympiade der Frauen
Mitglieder des Teams waren Viktorija Čmilytė, Deimantė Daulytė, Živilė Šarakauskienė, Simona Limontaitė und Jovita Žiogaitė (Reserve). Trainer war Gediminas Rastenis. Die Nationalmannschaft belegte den 51. Platz in Dresden.

## 2010

### 39. Schacholympiade der Frauen
Deimantė Daulytė (Elo-Zahl 2307), Simona Limontaitė (2187), Živilė Šarakauskienė (2171), Vesta Kalvytė (2097) und Viktorija Beinoraitė (2053). Die Nationalmannschaft belegte den 20. Platz in Chanty-Mansijsk.

## 2012

### 40. Schacholympiade der Frauen
Viktorija Čmilytė (Elo 2520), Deimantė Daulytė (2216), Jovita Žiogaitė (2052), Vesta Kasputė und Gintarė Paulauskaitė (2053). Die Nationalmannschaft belegte den 44. Platz in Stambul.

## 2014

### 41. Schacholympiade der Frauen
Deimantė Daulytė, Salomėja Zaksaitė, Dominyka Batkovskytė, Laima Domarkaitė, Giedrė Vanagaitė.
Trainer war Vaidas Sakalauskas. Die Nationalmannschaft belegte den 18. Platz in Tromsø.

## 2016

### 42. Schacholympiade der Frauen
GM Viktorija Čmilytė, IM Deimantė Daulytė, WIM Salomėja Zaksaitė, WFM Daiva Batytė und WFM Laima Domarkaitė. Der Kapitän war IM Vaidas Sakalauskas. Der Delegationsleiter war Raimondas Paliulionis. Die Nationalmannschaft belegte den 12. Platz in Baku.

## 2017

### Schacheuropameisterschaft der Frauen
IM Deimantė Cornette, WIM Salomėja Zaksaitė, WIM Simona Kiseleva und Saulė Gailiūnaitė. Der Kapitän war IM Vaidas Sakalauskas.